# Bajka o carze Sałtanie (opera)
Bajka o carze Sałtanie (pełny tytuł: Bajka o carze Sałtanie, jego synu, sławnym i potężnym bohaterze księciu Gwidonie Sałtanowiczu i o pięknej Księżniczce-Łabędziu, ros. Сказка о царе Салтане, pełny tytuł rosyjski: Сказка о царе Салтане, о сыне его славном и могучем богатыре князе Гвидоне Салтановиче и о прекрасной царевне Лебеди) – czteroaktowa opera rosyjskiego kompozytora Nikołaja Rimskiego-Korsakowa, oparta na utworze Aleksandra Puszkina pod tym samym tytułem, na podstawie którego libretto napisał Władimir Bielski. Światowa prapremiera dzieła miała miejsce 3 listopada 1900 roku w Moskwie (Teatr Sołodownikowa, zespół Opery Prywatnej Sawwy Mamontowa).

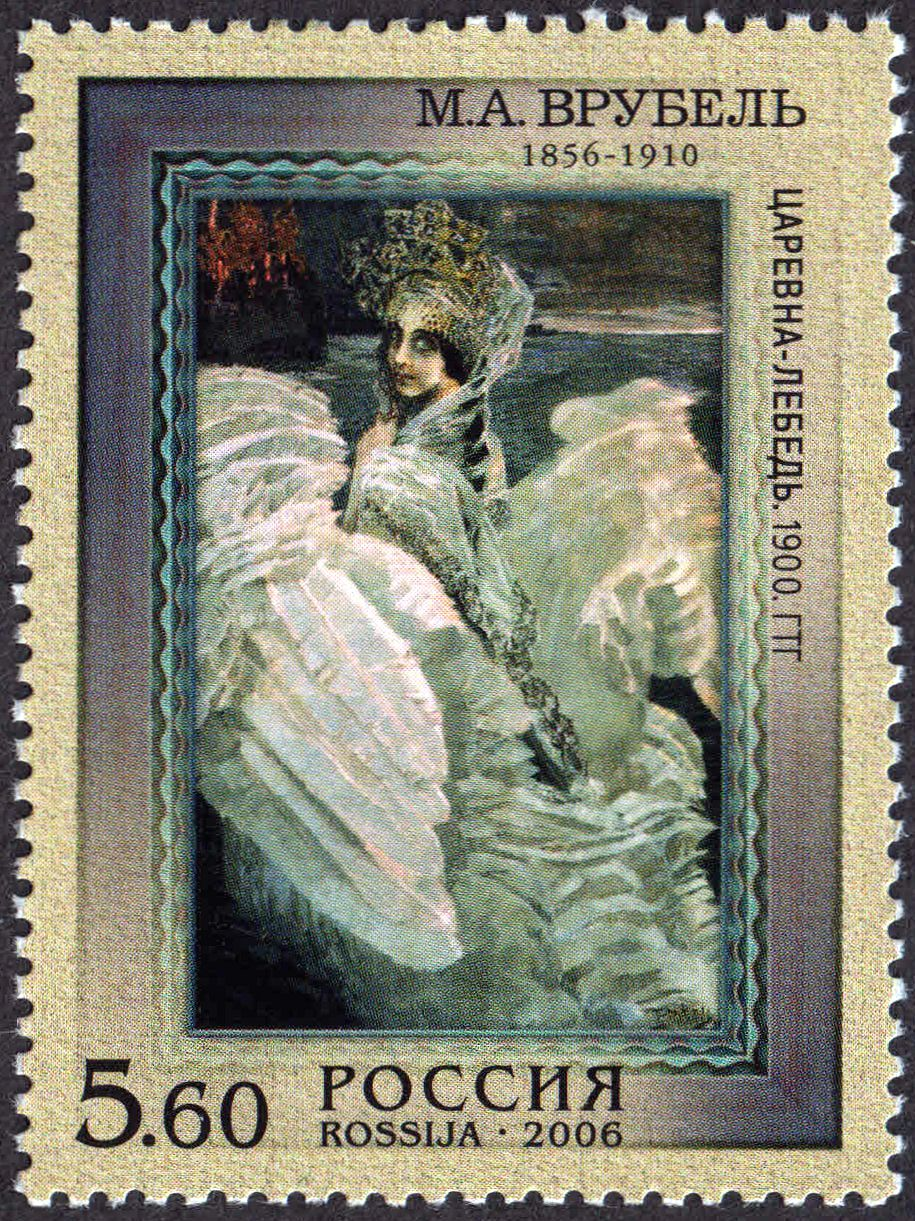
Nadieżda Zabieła-Wrubel w roli Księżniczki-Łabędzia, rosyjski znaczek pocztowy z roku 2006; autor portretu: Michaił Wrubel, 1900

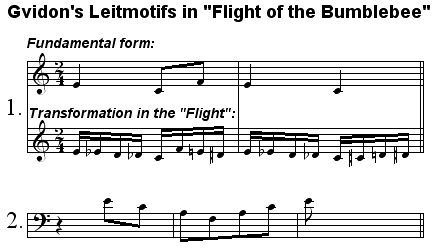
Lejtmotywy Gwidona

## Role
| Rola                                                                    | Typ głosu   | Wykonawca z pierwszej obsady                |
| ----------------------------------------------------------------------- | ----------- | ------------------------------------------- |
| Car Sałtan, władca Tmutarakanu, mąż Militrisy, ojciec Gwidona           | bas         | Nikołaj Mutin                               |
| Militrisa, najmłodsza z trzech sióstr, żona cara Sałtana, matka Gwidona | sopran      | Elena Cwietkowa                             |
| Kucharka, najstarsza z trzech sióstr                                    | sopran      | A.I. Wieretiennikowa                        |
| Tkaczka, średnia siostra                                                | mezzosopran | Aleksandra Rostowcewa                       |
| Babaricha, ciotka sióstr, wiejska swatka                                | mezzosopran | Warwara Strachowa                           |
| Gwidon, syn Militrisy i cara Sałtana, władający Bujan; także trzmiel    | tenor       | Anton Séquar-Rożański (Trzmiel – orkiestra) |
| Księżniczka-Łabędź, uratowana przez Gwidona jego przyszła żona          | sopran      | Nadieżda Zabieła-Wrubel                     |
| Staruszek                                                               | tenor       | Wasilij Szkafier                            |
| Posłaniec                                                               | baryton     | Nikołaj Szewieliew                          |
| Skomorocha                                                              | bas         | Michaił Liewandowski                        |
| Pierwszy Żeglarz                                                        | tenor       | B.E. Machin                                 |
| Drugi Żeglarz                                                           | baryton     | Michaił Boczarow                            |
| Trzeci Żeglarz                                                          | bas         | Anton Biedlewicz                            |
| Chór                                                                    |             |                                             |

## Treść
W ubogiej chacie mieszkają wraz z wredną ciotką Babarichą trzy siostry, z których tylko najmłodsza jest dobra i piękna. Pewnego dnia dziewczyny zastanawiają się, co by było, gdyby któraś z nich została żoną cara. Najstarsza mówi o tym, że wydałaby wtedy wielką ucztę, druga odziałaby wszystkich ludzi, a gdy trzecia, Militrisa, wspomina, że z pewnością urodziłaby władcy syna, który zostałby wielkim bohaterem, wchodzi sam car Sałtan z Tmutarakanu i chce wziąć ją za żonę. Także siostry, z których pierwsza zostanie kucharką, a druga tkaczką, udają się do pałacu i to wraz z ciotką.
Car rusza jednak niedługo na wojnę, a wskutek intryg ciotki zazdrosnej o dwie starsze, ale złe pupilki, Militrisa, która urodziła małego Gwidona, zostaje wypędzona z pałacu i wraz z dzieckiem umieszczona w beczce na morzu. Cudownie uratowani, lądują na wyspie Bujan, gdzie pewnego dnia carewicz Gwidon, będący już przystojnym młodzieńcem, ratuje Księżniczkę-Łabędzia spod władzy złego czarnoksiężnika, który przybrał postać sępa. Po rozmowie z mówiącym ptakiem chłopiec rozmyśla nad ojcowskim wyrokiem nie znając jego przyczyny. Powstaje również uwolniona spod władzy czarnoksiężnika stolica wyspy, miasto Ledieniec, skąd ma rządzić właśnie Gwidon.
Teraz jako władca wysyła kupców do stolicy Tmutarakanu, chce także znaleźć sposób i dostać się tam również sam i znowu z pomocą przychodzi Księżniczka-Łabędź. Radzi Gwidonowi, żeby zanurzył się w morzu, co ma sprawić, że przemieni się on wówczas w pokaźnego trzmiela. Tak też rzeczywiście się dzieje i pod tą właśnie postacią młody władca będzie mógł lecieć do kraju i poznać ojca.
Kiedy Kupcy-Żeglarze docierają do celu i mówią carowi o zamożnym i cudownym grodzie na wyspie, trzy zazdrośnice, które domyślają się, kto tam włada, próbują, jak tylko mogą, nie dopuścić do tego, żeby car dowiedział się więcej, a tym bardziej nie chcą, aby udał się on na Bujan. Gwidon pod postacią trzmiela kłuje jednak wszystkie złośnice w oczy. Sałtan wreszcie postanawia, że trzmiele do pałacu nie mogą mieć wstępu, ale również decyduje się jechać do cudownego grodu.
Tymczasem Gwidon wraca do swojego królestwa, a zaklęta łabędzica przyjmuje ludzką formę i rozpala w młodzieńcu płomienne uczucie. Niebawem do portu na wyspie przybija także flota ojca. Militrisa czeka jednak cierpliwie wysyłając na powitanie gości najpierw syna. Car zwierza się młodemu władcy, że gdyby jego życie potoczyło się inaczej, zapewne jego syn byłby teraz taki jak Gwidon, czego przybyłe wraz z dworem trzy złośnice-ciotki nie mogą przeboleć. Gwidon pociesza jednak cara, który dziwi się cały czas niezwykłościami cudownego grodu. Wtem staje przed nim utracona dawno żona i gdy wszystkich ogarnia wzruszenie, siostry Militrisy tłumacząc się, obarczają winą starą Babarichę. Zarówno car Sałtan, który odzyskał Militrisę, jak i Gwidon wraz z młodą odczarowaną księżniczką wybaczają jednak wszystkim i wydają wspaniałą ucztę.

## Rys historyczny
Rimski-Korsakow na przełomie lat 1898/1899 chciał uczcić setną rocznicę urodzin Aleksandra Puszkina przypadającą na rok 1899 wtedy też zrodziła się myśl o nowej, operowej wersji Bajki o carze Sałtanie, a partytura została ukończona w styczniu roku następnego (1900). Premiera opery miała miejsce 3 listopada 1900 roku i wystawił ją moskiewski Teatr Sołodownikowa (zespół Opery Prywatnej Sawwy Mamontowa). Inne moskiewskie i rosyjskie teatry przyjęły ją natomiast nieufnie i tak: Teatr Bolszoj w Moskwie wystawił ją dopiero w roku 1913, a Teatr Maryjski w Petersburgu w roku 1915. Musiała ona także poczekać na wykonania światowe, jak 1919 Royal Opera House (Covent Garden) i inne teatry w latach dwudziestych XX wieku. W roku 1937 nowojorski Saint-James Theatre ze względu na epizod z trzmielem wystawił dzieło wręcz pod tytułem „Książę Trzmiel”.
„Tysiąc i jedna opera” Piotra Kamińskiego nazywa Lot trzmiela wchodzący w skład dzieła „znanym przebojem”, który zapewnił sławę całości utworu Rimskiego-Korsakowa.